# Triathlon na Igrzyskach Ameryki Południowej 2018
Triathlon na Igrzyskach Ameryki Południowej 2018 odbył się w dniach 29–30 maja 2018 roku na i w okolicach sztucznego zbiornika Represa La Angostura – Cabaña Chillijchi w pobliżu gospodarza zawodów, boliwijskiego miasta Cochabamba. Czterdziestu dwóch zawodników obojga płci rywalizowało w trzech konkurencjach.
Pierwszego dnia zawodów mężczyźni i kobiety rywalizowali w konkurencjach indywidualnych, dzień później odbyła się rywalizacja sztafet mieszanych. Każdy kraj mógł wystawić maksymalnie po troje zawodników każdej płci.

## Podsumowanie

### Klasyfikacja medalowa
| Klasyfikacja medalowa | Klasyfikacja medalowa | Klasyfikacja medalowa | Klasyfikacja medalowa | Klasyfikacja medalowa | Klasyfikacja medalowa |
| Miejsce               | państwo               | Złoto                 | Srebro                | Brąz                  | Razem                 |
| --------------------- | --------------------- | --------------------- | --------------------- | --------------------- | --------------------- |
| 1                     | Brazylia              | 2                     | 1                     | 1                     | 4                     |
| 2                     | Chile                 | 1                     | 0                     | 0                     | 1                     |
| 3                     | Kolumbia              | 0                     | 2                     | 0                     | 2                     |
| 4                     | Ekwador               | 0                     | 0                     | 2                     | 2                     |
| Razem                 | Razem                 | 3                     | 3                     | 3                     | 9                     |

### Medaliści
| Konkurencja             | 1. miejsce        | 2. miejsce       | 3. miejsce      |
| ----------------------- | ----------------- | ---------------- | --------------- |
| Mężczyźni indywidualnie | Manoel dos Santos | Carlos Quinchara | Kaue Cardoso    |
| Kobiety indywidualnie   | Bárbara Riveros   | Luisa Bastos     | Elizabeth Bravo |
| Sztafeta mieszana       | Brazylia          | Kolumbia         | Ekwador         |